# Biographisch-Bibliographisches Kirchenlexikon
Biographisch-Bibliographisches Kirchenlexikon (BBKL) er et tysksproget biografisk opslagsværk for kirkehistorie, grundlagt 1975 af Friedrich Wilhelm Bautz. Fra 1990 udgives leksikonet af Verlag Traugott Bautz.
Det indeholder biografiske fremstillinger og giver desuden bibliografiske oversigter over primær- og sekundærlitteratur. Det meste af leksikonet med over 20.000 artikler – forfattet både af forskere såvel som af interesserede lægfolk – er gratis tilgængelig over internettet.